# Night vision
Night vision is het elfde studioalbum van de rockgroep Kayak. Het reüniealbum Close to the fire en de daarbij behorende tournee vielen in de smaak bij musici en publiek. Er kwam een voorlopige voortzetting van Kayak, maar zonder Max Werner, die te kennen had gegeven het toeren niet te kunnen volhouden. Bert Heerink en Rob Vunderink kwamen al tijdens de tournee de gelederen versterken en speelden mee op dit nieuwe album. Kayak gebruikte drie geluidsstudios om het album op te nemen: de ABT-studio in Hilversum, de Bullet Sound Studio in Nederhorst den Berg en de Studio Down Under, opnieuw Hilversum. Na de tournee voor Night vision gaf Rob Winter aan zijn werkzaamheden voor Kayak en Marco Borsato niet langer te kunnen combineren; hij koos voor Borsato.

## Musici

### Kayak
- Ton Scherpenzeel -  toetsinstrumenten, accordeon, zang
- Pim Koopman – slagwerk, zang
- Bert Heerink – zang, percussie
- Bert Veldkamp – basgitaar, zang
- Rob Vunderink – gitaar, zang
- Rob Winter – gitaar, mandoline, zang

### Gastmusici
- Lorre Trytten - viool, altviool (onder andere Flairck)
- Arlia de Ruiter – viool (onder andere Metropole Orkest)
- Pauline Terlouw – viool (onder andere Metropole Orkest)
- Jel Jongen – trombone (ook Borsato)
- Serge Plume – trompet (ook Borsato)
- Allard Buwalda – saxofoon (ook Borsato)
- Anne Nobel, Charlotte Magnée, Eric Magnée, Hanneke Last, Chantal v/d Klugt- koor op "Carry On Boy"

## Tracklist
Alle composities van Irene Linders en Ton Scherpenzeel, behalve waar aangegeven:

| Nr. | Titel                         | Duur |
| --- | ----------------------------- | ---- |
| 1.  | Icarus                        | 8:22 |
| 2.  | Miracle man                   | 4:52 |
| 3.  | Cassandra                     | 4:23 |
| 4.  | A million years               | 4:34 |
| 5.  | Water for guns                | 4:06 |
| 6.  | The way of the world          | 4:33 |
| 7.  | Hold me forever               | 3:26 |
| 8.  | Tradition (Koopman)           | 7:57 |
| 9.  | All over again                | 5:05 |
| 10. | Life without parole (Koopman) | 4:09 |
| 11. | How                           | 4:55 |
| 12. | Carry on Boy                  | 4:05 |
| 13. | Good riddance                 | 4:11 |
| 14. | Rings of Saturn               | 4:04 |